# Fiez
Fiez ist eine politische Gemeinde im Distrikt Jura-Nord vaudois des Kantons Waadt in der Schweiz.

## Geographie
Fiez liegt auf 520 m ü. M., 5 km nördlich der Bezirkshauptstadt Yverdon-les-Bains (Luftlinie). Das Dorf erstreckt sich am Jurasüdfuss, am nördlichen Talhang des Flusses Arnon.
Das 6,8 km² grosse Gemeindegebiet ist in zwei Teile aufgeteilt. Der kleinere Teil umfasst das nahe dem Dorf gelegene Gebiet am Jurafuss, das im Süden durch den Flusslauf des Arnon begrenzt wird. Auf der Antiklinale der Chasseron-Kette befindet sich der zweite Gemeindeteil. Dieser umfasst den nordöstlichen Teil des Ausräumungskessels des Baches La Dénériaz, der vom Chasseron (mit 1607 m ü. M. höchster Punkt der Gemeinde), Crêt de la Neige (1457 m ü. M.; nicht zu verwechseln mit dem gleichnamigen höchsten Berg des Juras) und den Felsen der Roches Blanches (1470 m ü. M.) flankiert wird. Östlich des Crêt de la Neige gehört auch die Senke von La Grandsonne und die Höhe von Les Cernets (1448 m ü. M.) zu Fiez. Hier befinden sich ausgedehnte Jurahochweiden mit den typischen mächtigen Fichten, die entweder einzeln oder in Gruppen stehen. Von der Gemeindefläche entfielen 1997 3 % auf Siedlungen, 36 % auf Wald und Gehölze, 60 % auf Landwirtschaft, und etwa 1 % war unproduktives Land.
Zu Fiez gehören der Weiler Vers chez Patthey (540 m ü. M.) oberhalb des Dorfes sowie einige Einzelhöfe auf der Chasseron-Kette. Nachbargemeinden von Fiez sind Grandson, Giez, Fontaines-sur-Grandson, Champagne, Sainte-Croix und Bullet im Kanton Waadt sowie Val-de-Travers im Kanton Neuenburg.

## Bevölkerung
Mit 436 Einwohnern (Stand 31. Dezember 2023) gehört Fiez zu den kleinen Gemeinden des Kantons Waadt. Von den Bewohnern sind 93,3 % französischsprachig, 2,9 % deutschsprachig und 1,5 % spanischsprachig (Stand 2000). Die Bevölkerungszahl von Fiez belief sich 1900 auf 399 Einwohner, danach halbierte sie sich durch starke Abwanderung bis 1970 auf 209 Einwohner, seither ist wieder eine deutlich steigende Tendenz zu beobachten.

## Wirtschaft
Fiez war bis Mitte des 20. Jahrhunderts eine hauptsächlich durch die Landwirtschaft geprägte Gemeinde. Nahe der Brücke über den Arnon unterhalb des Dorfes bestand bereits im 16. Jahrhundert eine Papiermühle, im 18. Jahrhundert eine Färberei. Im 19. Jahrhundert gab es eine Schokoladenfabrik. In den letzten Jahrzehnten hat sich Fiez zu einer Wohngemeinde entwickelt. In der Erwerbsstruktur hat die Landwirtschaft heute noch eine gewisse Bedeutung. In der Umgebung des Dorfes dominieren der Ackerbau und der Weinbau, während auf den Jurahöhen die Viehzucht und Milchwirtschaft vorherrschen. Weitere Arbeitsplätze gibt es im lokalen Kleingewerbe. Deutlich mehr als 50 % der Erwerbstätigen sind jedoch Wegpendler, die vor allem in Yverdon arbeiten.

## Verkehr
Die Gemeinde liegt abseits der grösseren Durchgangsstrassen an der Hauptstrasse von Grandson nach Mauborget. Der nächste Anschluss an die Autobahn A5 (Yverdon–Neuenburg) befindet sich rund 4 km vom Ortskern entfernt. Durch den Postautokurs, der von Yverdon nach Mauborget verkehrt, ist Fiez an das Netz des öffentlichen Verkehrs angebunden.

## Geschichte
Das Gemeindegebiet war bereits zur Römerzeit besiedelt, was durch den Fund von Resten einer Villa bezeugt wird. Die erste urkundliche Erwähnung des Ortes erfolgte im Jahr 885 unter dem Namen Figiaco; 1228 erschien die Bezeichnung Fie. Fiez gehörte im Mittelalter zunächst zum Königreich Hochburgund, dann kam es an den Bischof von Lausanne und schliesslich zur Herrschaft Grandson. Durch eine Schenkung gelangte das Dorf in den Besitz des Benediktinerpriorats Saint-Jean-Baptiste von Grandson, bei dem es bis zur Einführung der Reformation verblieb. Die weltliche Herrschaft hatten aber weiterhin die Herren von Grandson inne. Nach 1476 wurde Grandson eine Vogtei unter der gemeinen Herrschaft von Bern und Freiburg. Nach dem Zusammenbruch des Ancien Régime gehörte Fiez von 1798 bis 1803 während der Helvetik zum Kanton Léman, der anschliessend mit der Inkraftsetzung der Mediationsverfassung im Kanton Waadt aufging.

## Sehenswürdigkeiten
Der heutige Bau der Pfarrkirche Saint-Clément stammt von 1717, eine erste Kirche in Fiez wurde aber schon im 12. Jahrhundert erwähnt. Das sogenannte Bernerhaus wurde 1683 erbaut.

## Söhne und Töchter des Ortes
- Edmond Gilliard (1875–1969), Schriftsteller und Literaturkritiker
- Pierre Gilliard (1879–1962), Erzieher und Lehrer am russischen Zarenhof